# Torreadrada
Torreadrada település Spanyolországban, Segovia tartományban. Torreadrada Valtiendas, Haza, Moradillo de Roa, Aldeanueva de la Serrezuela, Navares de las Cuevas, Castroserracín, Castrojimeno, Castro de Fuentidueña és Fuentesoto községekkel határos. Lakosainak száma 50 fő (2024).

## Népesség
A település népessége az elmúlt években az alábbi módon változott:
| Lakosok száma | 127  | 113  | 101  | 96   | 88   | 78   | 64   | 55   | 52   | 50   |
|               | 2001 | 2004 | 2007 | 2009 | 2012 | 2014 | 2017 | 2019 | 2022 | 2024 |